# 波喬縣
31°19′S 65°4′W / 31.317°S 65.067°W

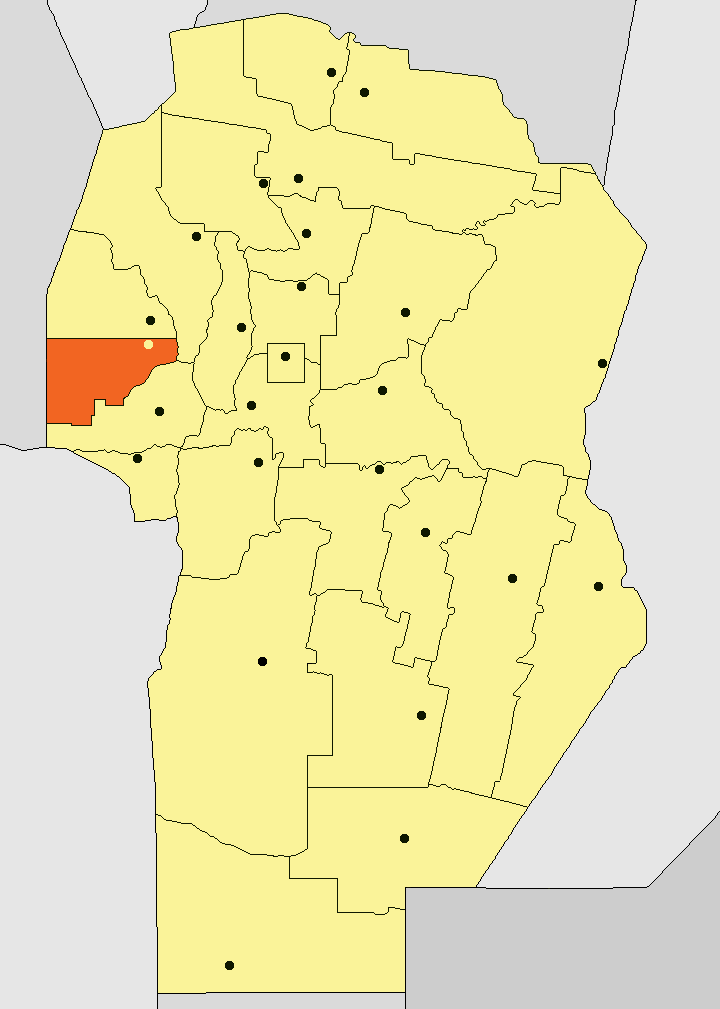

波喬縣（西班牙語：Departamento Pocho）是阿根廷的縣份，位於該國中部科爾多瓦省，首府設於薩爾薩卡特，面積3,730平方公里，2010年人口4,727，人口密度每平方公里1.27人。